# Palacio de Justicia del Condado de Otoe
El Palacio de Justicia del Condado de Otoe (en inglés, Otoe County Courthouse) es un edificio de gobiernbo ubicado en Nebraska City, en el estado de Nebraska (Estados Unidos). El edificio contiene tanto el Tribunal de Nebraska City como el Tribunal del Condado de Otoe junto con las oficinas gubernamentales y policiales de ambos. El edificio se encuentra en 1021 Central Avenue en Nebraska City. Está insrito en el Registro Nacional de Lugares Históricos y es el edificio público más antiguo del estado de Nebraska.

## Historia
Este edificio simple de dos pisos fue construido en 1865 por William R. Craig y FW Wood, con un costo de 22 500 dólares de entonces. Esta fue una gran mejora con respecto a sus predecesores, que constaba de pequeñas oficinas en las tiendas locales y una cabina. La primera adición se completó en 1882. Esto agregó una gran ala al edificio cuadrado donde hoy se encuentran los tribunales y las oficinas del departamento. En 1936, se agregó un ala idéntica con propósitos similares. Un mural fuera de las salas del tribunal muestra la historia del edificio y de Nebraska City.